# Britská Kolumbie
Britská Kolumbie (anglicky British Columbia, resp. B.C. či BC; francouzsky la Colombie-Britannique, la C.-B.) je provincie ležící na jihozápadě Kanady. Je známá svými přírodními krásami, což odráží i její latinské motto Splendor sine occasu (anglicky Splendour without Diminishment, česky Nádhera bez konce). Do konfederace byla přijata jako šestá 20. července 1871. Má rozlohu 952 263 km² a přibližně 5 milionů obyvatel. Divoké podmínky zapříčinily mimo jiné také fakt, že zde na téměř milionu čtverečných kilometrů žije pouze přes 4 miliony obyvatel, ale díky nim je tato provincie hojně vyhledávána turisty nejen pro své přírodní krásy, ale také pro široké možnosti sportovního vyžití, od horolezectví a lyžování ve Skalnatých horách a v Coast Mountains, až po vodní sporty na tichomořském pobřeží a jezerech. Nadšenci pro tzv. extrémní sporty mohou skákat z helikoptéry, nebo sjíždět na raftech mnoho rychlých a divokých řek.
Hlavním městem Britské Kolumbie je Victoria, která leží na ostrově Vancouver. Největším městem je však Vancouver, který leží na pevnině u stejnojmenného ostrova a je na třetí příčce mezi největšími kanadskými metropolemi.

## Geografie
Západní břehy Britské Kolumbie omývá Tichý oceán. Z kanadských provincií sousedí Britská Kolumbie na severu s Yukonem a Severozápadními teritorii, na východě sousedí s provincií Alberta. Z amerických států sousedí Britská Kolumbie na severozápadě s Aljaškou, na jihu pak se státy Washington, Idaho a Montana. Dnešní jižní hranice Britské Kolumbie byla stanovena v roce 1846 smlouvou o Oregonu. Severní hranice je vymezena 60° s. š., východní hranice je vedena od severu po 120° z. d. a posléze po kontinentálním rozvodí – Velkém předělu. Jižní hranice vede po 49° s. š., jen v Juan de Fuca Strait vede jižněji. Západní hranice se táhne od jihu podél pobřeží až po 54°40′ s. š., kde začíná hranice s Aljaškou, která dále vede skrz Pearse Canal, Portland Canal a po Coast Mountains k severní hranici s Yukonským teritoriem. Členité pobřeží na západě této provincie měří více než 27 000 km a najdeme v něm hluboké, skalnaté fjordy a více než šest tisíc ostrovů, z nichž většina je neobydlená.
Pobřežní hory a nespočet zátok průlivu Inside Passage nabízí svým návštěvníkům pohled na velkolepé scenérie, díky nimž neustále roste popularita této oblasti mezi milovníky outdoorových aktivit a vyznavači ekoturistiky. 75 % území Britské Kolumbie tvoří horská pásma (nadmořská výška přes 1000 m), 60 % plochy je zalesněno a pouhých 5 % tvoří orná půda. Většinu západní části ostrova Vancouver a celého pobřeží tvoří deštné lesy mírného pásu. Pevnina vzdálenější od pobřežních oblastí není ovlivňována mírným tichomořským klimatem. Na jejím území se nachází pouště, polopouště, kaňony i boreální a subarktické lesy
Nejvýznamnější řeky protékající Britskou Kolumbií jsou Columbia, Fraser a Skeena. Největšími ostrovy provincie jsou Vancouverův ostrov a ostrovy královny Charlotty

## Historie
Na základě nálezu kamenných nástrojů na řece Beaton u města Fort St. John vědci usuzují, že oblast Britské Kolumbie byla osídlena již před více než 11 500 lety. Kontakt původních obyvatel s Evropany začal zhruba v polovině 18. století, kdy obchodníci s kožešinami pronikli na toto území s cílem lovit vydry mořské. Skutečnost, zda Francis Drake v roce 1579 prozkoumal západní pobřeží Britské Kolumbie, nebyla dosud prokázána. Prvním, kdo doložil úspěšnou cestu na západ, byl v roce 1775 Juan Francisco de la Bodega y Quadra, který si ihned nárokoval tichomořské pobřeží pro Španělsko. Na základě průzkumných cest Jamese Cooka v roce 1778 a George Vancouvera v letech 1792–1793 považovali Britové území severně a západně od řeky Columbia za své. V roce 1793 se Alexander Mackenzie stal prvním Evropanem, který procestoval Severní Ameriku až k Tichému oceánu po souši. Jeho expedice teoreticky představuje začátek britské nadvlády nad kanadským vnitrozemím. Řada jeho následovníků (mezi nimi například John Finlay, Simon Fraser a David Thompson), kteří postupně mapovali řeky a hory mezi prériemi a Tichým oceánem, však pracovala ve službách obchodníků s kožešinami a politické územní nároky je příliš nezajímaly. V roce 1794 se Španělé vzdali výsadních práv na tichomořské pobřeží, což otevřelo cestu britským nárokům a kolonistům. Obchodní stanice, které zajišťovaly stálý britský dohled v této oblasti, byly založeny a provozovány pod záštitou Severozápadní společnosti a Společnosti Hudsonova zálivu. Některé z nich se rozrostly do osad, obcí a měst – například Vancouver, Fort St. John, Prince George a Nanaimo.
O Britskou Kolumbii měly velký zájem Spojené státy, které jen o pár let dříve koupily od Ruska Aljašku a připojením Britské Kolumbie by získaly kontrolu nad celým severoamerickým pobřežím Tichého oceánu. Vzhledem k neustálým obavám z anexe Spojenými státy, rostoucího dluhu, který byl následkem velkého nárůstu obyvatel, a ekonomické krizi zapříčiněné koncem zlaté horečky (počátek 1862) se kolonie Britská Kolumbie stala 20. července 1871 součástí Kanadské konfederace a připojila se jako v pořadí šestá provincie. Kanadská vláda přislíbila rozšířit Kanadskou pacifickou železnici a převzít dluhy kolonie.
S rozvojem důlní i lesní těžby, zemědělství a rybářství rostla populace i hospodářství provincie, které ještě více podpořilo dokončení železnice. Obrovský rozmach s sebou však přineslo i mnoho stinných stránek, například vyvlastnění půdy a zdrojů, které dříve patřily původním obyvatelům. Nekončící problém představoval také stálý nedostatek pracovních sil. Britská Kolumbie se musela spoléhat na imigranty z Evropy, Číny a Japonska. Kvůli nepřátelským postojům bílé většiny však bylo v roce 1923 přistěhovalectví z Číny velmi přísně omezeno.
Po první světové válce tvořila velkou část příjmů Britské Kolumbie výroba alkoholu, který pašovali obchodníci do USA, v nichž vládla prohibice. Když byl na začátku 30. let prodej alkoholu ve Spojených státech znovu povolen a svět uchvátila velká hospodářská krize, dostala se do potíží i nejzápadnější kanadská provincie. Její ekonomiku změnila druhá světová válka, během níž se do pracovního procesu zapojily ve velké míře i ženy.
Po válce zažila významný rozvoj nejen například dopravní infrastruktura Britské Kolumbie, ale také získával stále větší oblibu turismus. Dnes pochází největší část příjmů kolonie z lesnictví a důlní těžby, největší rozmach však zažívá stavebnictví a sektor služeb.
V létě 2021 Britská Kolumbie čelila vlně veder, při kterých zemřelo víc než 500 lidí. V listopadu 2021 udeřily na západní břeh Kanady a částečně i USA silné bouře, při nichž na některých místech spadlo za den tolik srážek jako obvykle za měsíc. Velké množství vody způsobilo sesuvy půdy a poničilo či zablokovalo řadu silnic.

## Náboženství
Většina obyvatel jsou křesťané (54 %), z toho 31 % je protestantů a 17 % je katolíků. Mimořádně velký (v kanadských dimenzích) je podíl obyvatel nehlásících se k žádné náboženské příslušnosti (36 %).

## Největší města
Největším a nejlidnatějším městem provincie je Vancouver, který má přes 600 000 obyvatel, celá aglomerace čítá okolo 2 100 000 obyvatel. Vancouver se dlouhodobě umisťuje na celosvětové špici měst, která jsou z hlediska různých faktorů nejlepší a nejpříjemnější pro život. Druhým největším městem je Kelowna (106 000 ob.). Třetím nejlidnatějším a zároveň hlavním městem je Victoria, ležící na Vancouverově ostrově. Mezi další velká města patří Kamloops a Prince George.